# Irish Brigade
Die Irish Brigade (spanisch la bandera Irlandesa, irisch Briogáid na hÉireann), auch Legion of St. Patrick genannt, war eine irische Freiwilligenbrigade, die auf Seite der Nationalisten Francos während des Spanischen Bürgerkrieges kämpfte. Sie wurde nach dem irischen christlichen Missionar St. Patrick benannt. Sie wurde auf Grund einer Initiative des Kardinals Joseph MacRory durch den Politiker Eoin O’Duffy gegründet. Dieser hatte bereits zuvor in Irland die faschistischen Blueshirts und Greenshirts gegründet. Unter der Führerschaft von Eoin O’Duffy begann direkt nach dem Ausbruch des Spanischen Bürgerkrieges die Anwerbung von Freiwilligen in Irland.
Viele der Freiwilligen scheinen durch den Wunsch, den katholischen Glauben in Spanien zu verteidigen, beeinflusst worden zu sein. Sie waren tief beeindruckt von den Presseberichten und Predigten, wie z. B. durch die Predigt des Bischofs Edward Doorly von Elphin, in der dieser anschaulich über die schrecklichen Gräueltaten der Republikaner gegenüber dem spanischen Klerus in Spanien predigte. Dieses bestätigte auch ein Augenzeugenbericht eines Freiwilligen der Irischen Brigade über die Folterung und Tötung von Nonnen in einem Kloster in Badajoz.
Vor dem Verbot der irischen Regierung, am Kriegsgeschehen teilzunehmen, begaben sich schätzungsweise 700 irische Freiwillige nach Spanien. Die ersten zehn irischen Freiwilligen wurden am 13. November 1936 über Dublin nach Portugal verschifft. Am 27. November erfolgte von Liverpool nach Lissabon die Verschiffung einer nächsten Gruppe von 84 Freiwilligen auf der Yeoward Linie und der SS Aguila. Die dritte Verschiffung erfolgte am 12. Dezember 1936 mit dem deutschen Frachtschiff Urundi über die Hafenstadt Galway mit insgesamt 600 Freiwilligen in den spanischen Marine-Hafen El Ferrol. Diese Verschiffung wurde von Joseph Veltjens, der im Auftrag des Deutschen Reiches handelte, organisiert. Weitere 700 Männer sollten am 6. Januar 1937 von Irland nach Spanien verschifft werden. Von den insgesamt 6.000 Freiwilligen konnten am Ende nur etwa 700 nach Spanien verschifft werden.
Nachdem sie in Spanien eingetroffen waren, wurden die Freiwilligen in einer Kaserne in Cáceres, dem Hauptquartier Francos, mit Uniformen und Waffen ausgestattet. Die Uniform bestand aus einem schwarzen Hemd mit faschistischem Emblem auf der Tasche, einem Sam-Browne-Gürtel und einer schwarzen Kappe mit einem goldenen Stern. Nach der militärischen Ausbildung in Cáceres wurde die Irische Brigade Teil des XV Bandera Irlandesa del Terico der Spanischen Legion. Mit ihrer Stärke war die Irische Brigade die größte ausländische Einheit in der Spanischen Legion.
Die Irische Brigade weigerte sich anfänglich, gegen die separatistischen Basken zu kämpfen, da sie Parallelen zwischen deren Kampf für Unabhängigkeit und ihrem eigenen sahen. Sie sahen ihre primäre Rolle darin, in Spanien den Katholizismus gegen den Kommunismus und den Sozialismus zu verteidigen (siehe Krieg im Norden). Geistlicher der Irischen Brigade war der Pater Mulrean, der in Gibraltar gedient hatte und zudem fließend Spanisch sprach.
Unter dem Kommando des Sergeanten Lee wurden im August 1936 nach der Schlacht von Badajoz, Augenzeugenberichten zufolge, durch einige Angehörige der Irische Brigade in Kooperation mit der Guardia Civil Republikaner liquidiert. Des Weiteren seien auf dem Gelände der Kaserne über mehrere Tage republikanische Gefangene durch die Guardia Civil erschossen worden.
Nach einer Inspektion durch Franco am 6. Februar erfolgte am 17. Februar per Bahn die Verlegung der Brigade von Cáceres über den Eisenbahnknotenpunkt in der Nähe von Valdemoro nach Ciempozuelos, einem Ort 35 Kilometer südlich von Madrid am Fluss Jarama. Bei der Schlacht am Jarama erlitt die Irische Brigade beim Vorrücken auf Ciempozuelos durch Eigenbeschuss Verluste, weil eine Brigade von den Kanarischen Inseln die Irische Brigade für Freiwillige der Internationalen Brigaden hielt. Vier Soldaten starben, unter ihnen waren ein Unteroffizier und ein Hauptmann. Anschließend wurde die Irische Brigade in Kampfbereitschaft versetzt, wobei Teile der Irischen Brigade eine deutsche Batterie der Legion Condor auf einem Hügel bewachten. In den Morgenstunden des 13. März griff die Brigade östlich in der Ortschaft Titulcia republikanische Stellungen an. Nach Beschuss durch die republikanische Artillerie zog sich die Irische Brigade in ihre Ausgangsstellung zurück. Am 17. März wurde die Brigade nach La Marañosa, einer Ortschaft am Ufer des Flusses Jarama, verlegt. Die Hügelkette von La Marañosa erlaubte es, weite Gebiete mit einer Flussüberquerung über den Jarama, sowie die Anhöhe von Pingarrón, mit Artillerie- und Maschinengewehrfeuer zu kontrollieren. In La Marañosa blieb die Irische Brigade einige Monate stationiert. Aufgrund der Androhung der irischen Regierung, den Angehörigen der Brigade die irische Staatsbürgerschaft zu entziehen, wurde die Brigade auf den Befehl Francos im Juni 1937 aufgelöst und über Cáceres und via Portugal nach Irland verschifft. Die Verschiffung in Lissabon erfolgte zwischen dem 17. Juni und 22. Juni auf der SS Mosambik.
Bei der Ankunft der Irischen Brigade in Dublin begrüßten tausende Dubliner die Heimkehrer. Nach einem Empfang durch den Oberbürgermeister Alfred Byrne im Mansion House, dem offiziellen Amtssitz des Dubliner Bürgermeisters, sprach auch der Erzbischof von Dublin, Edward Joseph Byrne, der Irischen Brigade seine Anerkennung aus. Von den schätzungsweise 700 irischen Freiwilligen starben nach nicht offiziellen Angaben 77 Brigadisten. Eoin O’Duffy, der Kommandant der Irischen Brigade, veröffentlichte nach seiner Rückkehr nach Irland im Jahr 1938 sein Buch Kreuzzug in Spanien.
Auf republikanischer Seite kämpften ebenfalls irische Freiwillige. Diese Einheit nannte sich Connolly Column.